# 哈克市场

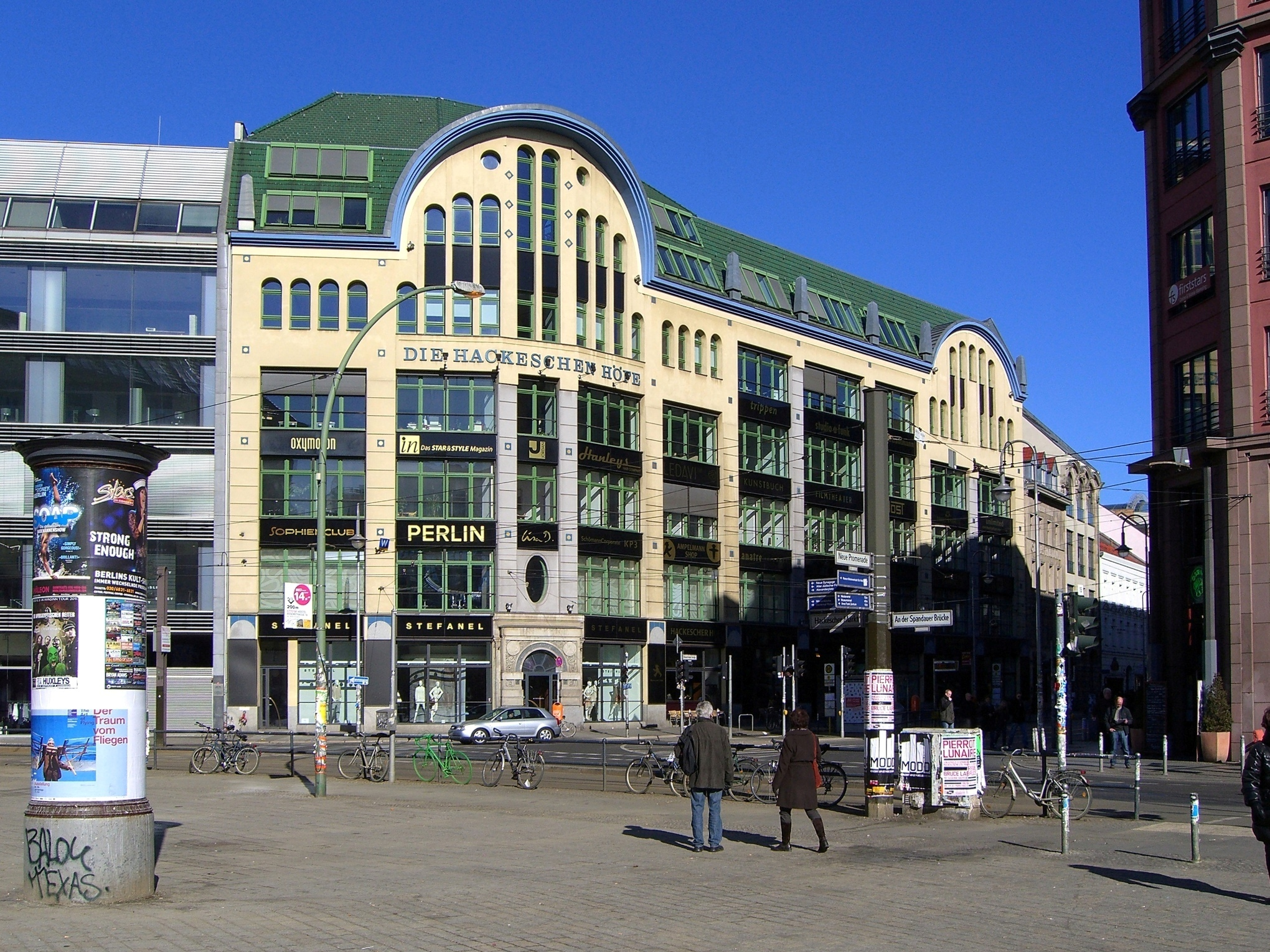
The S-Bahn station in 1991

哈克市场（Hackescher Markt）得名于城市军队总监冯·哈克，是德国柏林市中心的一个广场，位于奥拉宁堡大街的末端.这是一个文化中心，以夜生活著称。
哈克市场也是一个轻轨火车站的名称，最初名为Börse,在东德时期称为马克思-恩格斯广场。
52°31′24″N 13°24′10″E / 52.52333°N 13.40278°E